# Arthur Rosenberg
Arthur Rosenberg (Berlín, 19 de desembre de 1889 - Nova York, 7 de febrer de 1943) va ser un historiador alemany, especialista en història antiga i filòsof polític.

## Biografia
Rosenberg va néixer el 1889 a Berlín en el si d'una família jueva alemanya de classe mitjana, va ser batejat a l'església protestant i durant anys va ser membre actiu del Moviment Juvenil Sionista Alemany. Durant l'ensenyament mitjà (Gymnasium) va destacar en els estudis. Després va anar a la Universitat Friedrich Wilhelms de Berlín on va estudiar Història Antiga i Arqueologia; va ser alumne d'Otto Hirschfeld i de l'especialista en història clàssica Eduard Meyer. Molt aviat es va convertir en especialista en història antiga -Grècia i Roma- i en concret en història constitucional de la Roma clàssica. El 1911 es va doctorar amb la tesi "Untersuchungen zur römischen Zenturienverfassung", i dos anys més tard va aconseguir la seva habilitació. El 1914, Rosenberg era un membre plenament integrat a l'acadèmia alemanya, defensor de les "idees de 1914" i signant de manifestos de caràcter nacionalista.
El 1914, a l'inici de la Primera Guerra Mundial, va ser mobilitzat, treballant pel Kriegspresseamt (Oficina Central de l'Exèrcit, centre d'espionatge organitzat pel general Ludendorf).
Després de la derrota alemanya Rosemberg sofrí una crisi moral i política que l'aconduí a l'ingrés a finals de 1918, en el nou Partit Socialdemòcrata Independent d'Alemanya (USPD). El 1920 s'afilià al Partit Comunista d'Alemanya (KPD) on ocupà càrrecs destacats. Des de 1924 fou membres del Comitè Central del KPD, i fou elegit diputat. Rosenberg aquest mateix any passà a formar part de l'executiu ampliat i del Comitè Executiu de la IIIª Internacional.
Entre les influències que més abast tingueren sobre Rosemberg destaca Karl Korsch. Els dos descrigueren l'URSS com una societat de "capitalisme d'estat", sobre el fonament de la política estaliniana basada en els plans quinquennals.
El 1927 deixà el Partit Comunista d'Alemanya (KPD), allunyant-se de les posicions polítiques més revolucionàries -considerades inviables- i defensant les idees del socialisme democràtic. El 1931 aconseguí una plaça de professor d'història a la Universitat de Berlín.
Quan els nazis aconseguiren el poder a Alemanya, el 1933, va ser depurat de la Universitat per jueu, fugint a Suïssa. Va residir a la Gran Bretanya, des de 1934 a 1937, exercint de professor a la Universitat de Liverpool per a, finalment, exiliar-se als Estats Units, on fou professor en el Brooklyn College de Nova York, ciutat on morí el 1943.